# Anselm Polanco
Blahoslavený Anselm Polanco Fontecha (16. dubna 1881, Buenavista de Valdavia, Španělsko – 7. února 1939, Pont de Molins, Španělsko) byl španělský augustiniánský biskup, který zemřel mučednickou smrtí. Katolická církev jej uctívá jako blahoslaveného.

## Život
V roce 1896, ve svých patnácti letech vstoupil do augustiniánského noviciátu ve Valladolidu a v roce 1904 byl vysvěcen na kněze. Později se stal biskupem v Teruelu. Za Španělské občanské války byl 7. února 1939 zavražděn republikány.

## Beatifikace
1. října 1995 byl beatifikován papežem sv. Janem Pavlem II. jako mučedník.